# Béla Halpert
Béla Halpert (31. srpna 1896 – červen 1984, Silver Spring, Maryland, USA) byl československý fotbalista.

## Fotbalová kariéra
V československé lize hrál v ročníku 1935-36 za DFC Prag. Dal 1 ligový gól.

## Ligová bilance
| Ročník              | Zápasy | Góly | Klub     |
| ------------------- | ------ | ---- | -------- |
| Státní liga 1935/36 | -      | 1    | DFC Prag |
| CELKEM              | -      | 1    |          |